# 低庄站
低庄站，位于中华人民共和国湖南省怀化市溆浦县低庄镇，是沪昆铁路上的火车站，建于1972年，由广州铁路集团管辖。

## 車站周邊
- 荆湖小学

## 图片

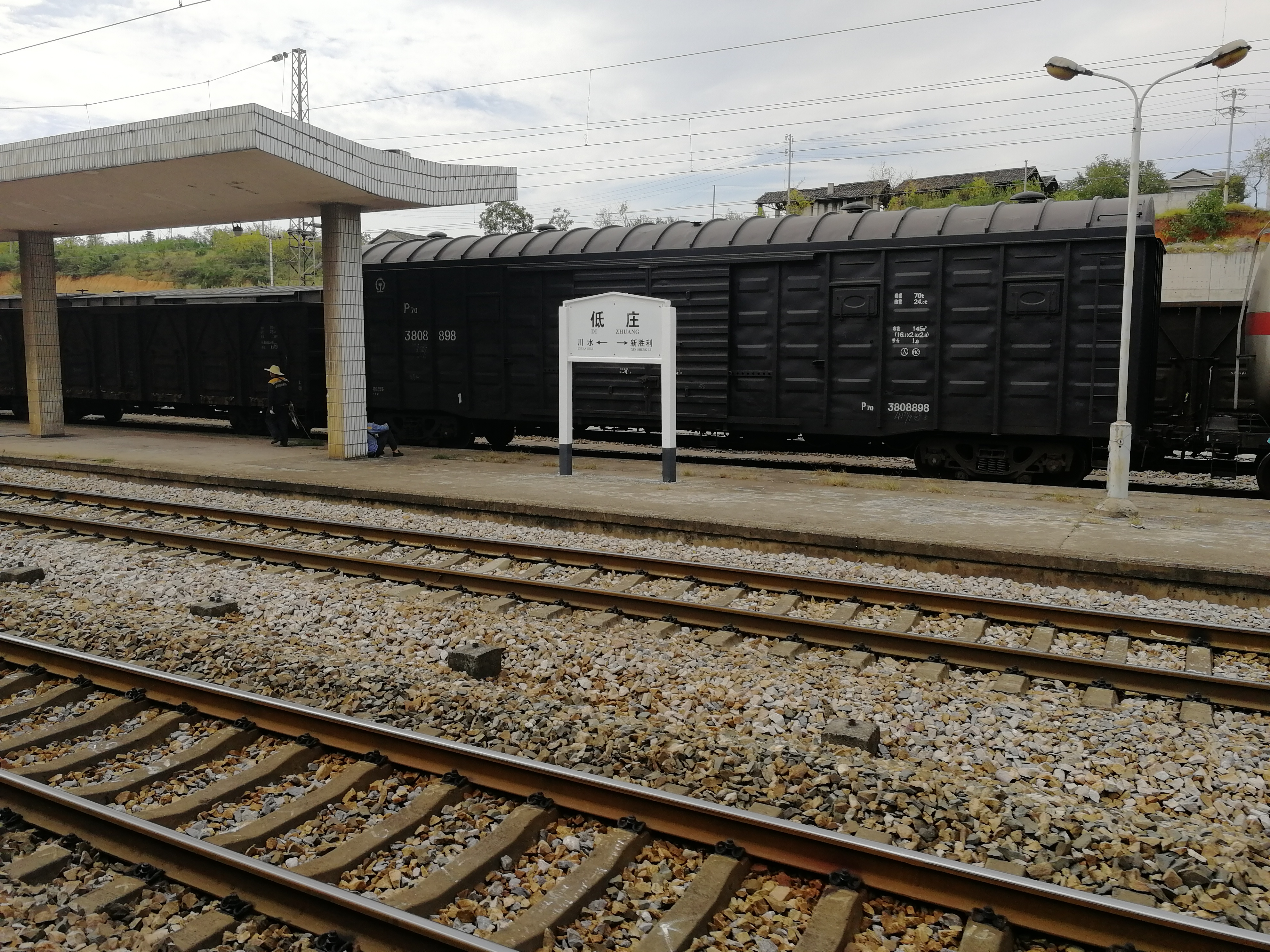
低庄站2站台及站牌（摄于2018年）
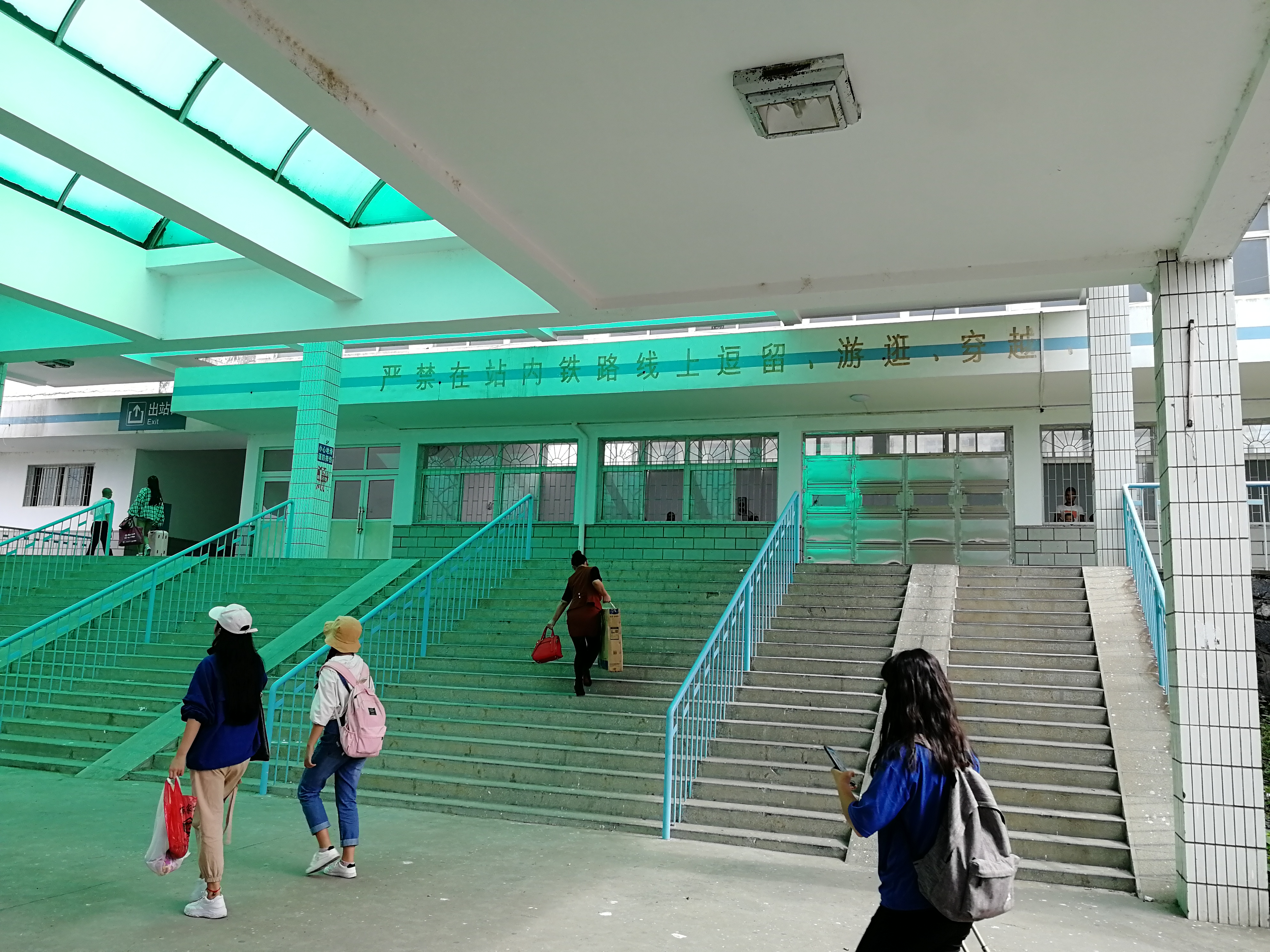
低庄站进站楼梯（摄于2018年）
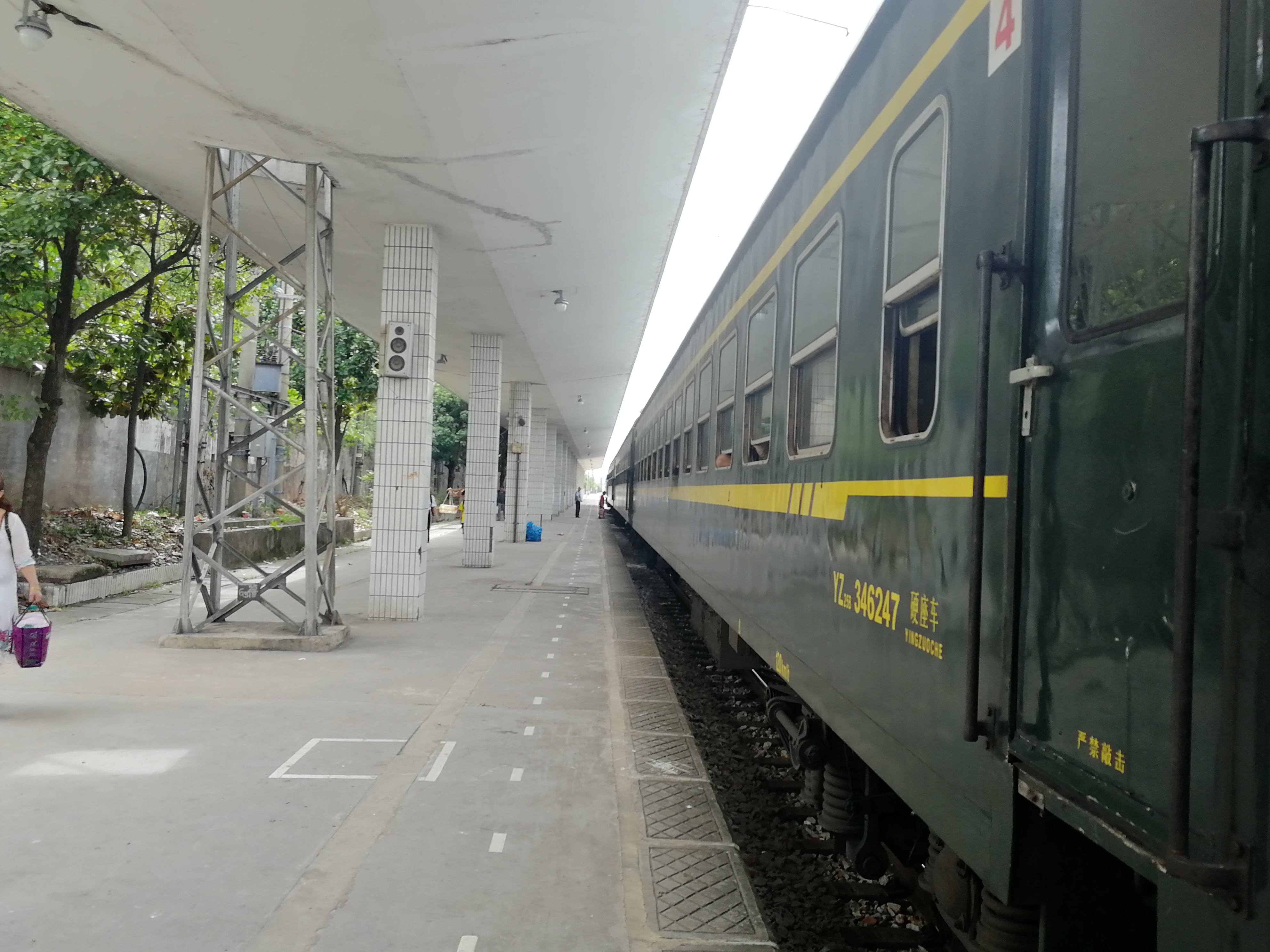
停靠站低庄站1站台的7273次列车（摄于2018年）

## 歷史
- 建于1972年。

## 外部連結
- 中国铁路客户服务中心（页面存档备份，存于）